# 당연상인
당연상인(當然商人)은 자기 명의로 상법 제46조의 기본적 상행위나(당연상인) 제47조의 보조적 상행위(의제상인)를 영업으로 하는 자를 말한다. 기본적 상행위는 동산, 부동산, 유가증권 기타의 재산의 매매, 동산, 부동산, 유가증권 기타의 재산의 임대차, 제조, 가공 또는 수선에 관한 행위, 전기, 전파, 가스 또는 물의 공급에 관한 행위, 작업 또는 노무의 도급의 인수, 출판, 인쇄 또는 촬영에 관한 행위 등을 영업을 목적으로 하는 행위를 말한다.

## 당연상인과 의제상인
한국의 상법은 제4조의 당연상인에 관해서는 실질주의 입법을 하고 제5조의 의제상인에 관해서는 형식주의 입법을 하고 있다. 회사 중 상행위를 영업으로 하는 회사는 상사회사로서 당연상인에, 상행위 이외의 행위를 영업으로 하는 회사는 민사회사(농업회사·수산회사 등)로서 의제상인에 포함시킨다.

## 당연상인이 되기 위한 상행위

### 기본적 상행위
제46조(기본적 상행위)
영업으로 하는 다음의 행위를 상행위라 한다. 그러나 오로지 임금을 받을 목적으로 물건을 제조하거나 노무에 종사하는 자의 행위는 그러하지 아니하다. <개정 1995.12.29., 2010.5.14.>
- 1) 동산, 부동산, 유가증권 기타의 재산의 매매

- 2) 동산, 부동산, 유가증권 기타의 재산의 임대차

- 3) 제조, 가공 또는 수선에 관한 행위

- 4) 전기, 전파, 가스 또는 물의 공급에 관한 행위

- 5) 작업 또는 노무의 도급의 인수

- 6) 출판, 인쇄 또는 촬영에 관한 행위

- 7) 광고, 통신 또는 정보에 관한 행위

- 8) 수신 ･여신 ･환 기타의 금융거래

- 9) 공중이 이용하는 시설에 의한 거래

- 10) 상행위의 대리의 인수

- 11) 중개에 관한 행위

- 12) 위탁매매 기타의 주선에 관한 행위

- 13) 운송의 인수

- 14) 임치의 인수

- 15) 신탁의 인수

- 16) 상호부금 기타 이와 유사한 행위

- 17) 보험

- 18) 광물 또는 토석의 채취에 관한 행위

- 19) 기계 ･시설 기타 재산의 금융리스에 관한 행위

- 20) 상호 ･상표 등의 사용허락에 의한 영업에 관한 행위

- 21) 영업상 채권의 매입 ･회수 등에 관한 행위

- 22)신용카드･전자화폐 등을 이용한 지급결제업무의 인수

### 보조적 상행위
제47조(보조적 상행위)
- ① 상인이 영업을 위하여 하는 행위는 상행위로 본다.

- ② 상인의 행위는 영업을 위하여 하는 것으로 추정한다.

## 같이 보기
- 의제상인
- 설비상인
- 상인

## 참고 문헌
- 김정호, 상법총칙상행위법, 법문사, 2008. (ISBN 9788918015835)